# Elenie chocholatá
Elenie chocholatá (Elaenia flavogaster) je pták z řádu pěvců, obývající neotropickou oblast od Yucatánu po severní Argentinu. Druh popsal roku 1822 Carl Peter Thunberg, název elenie pochází z řeckého slova ελαινεος (olivová).
Dospělí jedinci jsou dlouzí okolo 16 cm a váží 20–30 gramů. Horní část těla má olivově hnědé zbarvení s bílými pruhy na křídlech, hruď je světle šedá a břicho nažloutlé. Na hlavě má elenie chocholku, kterou v rozrušení vztyčuje.
Elenie chocholatá obývá řídké lesy, křoviny a savany do nadmořské výšky 1700 m, nevadí jí ani degradovaná krajina. Je relativně hojná, její světová populace se odhaduje na pět až padesát milionů jedinců.
Živí se hmyzem a ovocem, při hledání potravy vytváří často smíšená hejna s jinými drobnými ptáky. Ozývá se pronikavým hvízdáním. Hnízdí na větvích, samička snáší dvě vajíčka, která se inkubují šestnáct dní, mláďata opouštějí hnízdo po dalších šestnácti dnech. Hnízda elenie často plení kosman bělovousý.

## Poddruhy
- Elaenia flavogaster flavogaster (Thunberg, 1822), žije v severní části Jižní Ameriky kromě pralesů a velehor, obývá také Malé Antily
- Elaenia flavogaster pallididorsalis Aldrich, 1937, žije v Panamě
- Elaenia flavogaster semipagana Sclater, 1862, žije v Ekvádoru a Peru
- Elaenia flavogaster subpagana Sclater, 1860, žije ve Střední Americe